# Sisicottus nesides
Sisicottus nesides là một loài nhện trong họ Linyphiidae.
Loài này thuộc chi Sisicottus. Sisicottus nesides được Ralph Vary Chamberlin miêu tả năm 1921.